# Witomino-Leśniczówka
Witomino-Leśniczówka (kaszb. Witòmino-Lesyństwò) – dawna dzielnica Gdyni granicząca z następującymi dzielnicami tegoż miasta: Witomino-Radiostacja (od północy), Mały Kack (od wschodu i południa), Karwiny (od południa) oraz Chwarzno-Wiczlino (od zachodu).
Na podstawie Uchwały nr V/149/19 Rady Miasta Gdyni z dnia 23 stycznia 2019 r. połączona z dzielnicą Witomino-Radiostacja w jedną dzielnicę pod nazwą Witomino.